# Verderio Superiore
Verderio Superiore (lombardul: Verdee de Sura vagy Verdee de Sora) település Olaszországban, Lombardia régióban, Lecco megyében. Lakosainak száma 2590 fő. Verderio Superiore Cornate d’Adda, Robbiate, Verderio Inferiore és Paderno d’Adda községekkel határos.

## Népesség
A település lakossága az elmúlt években az alábbi módon változott: